# Миђондо (Сондрио)
Миђондо је насеље у Италији у округу Сондрио, региону Ломбардија.
Према процени из 2011. у насељу је живело 51 становника. Насеље се налази на надморској висини од 923 м.